# Ton Doesburg
Tonnis Richt (Ton) Doesburg (Leeuwarden, 18 februari 1949) is een Nederlands oud-politicus. Van 1999 tot 2007 was hij namens de Partij van de Arbeid lid van de Eerste Kamer der Staten-Generaal, met een korte onderbreking in 2003. Eerder was hij gedeputeerde en waarnemend CdK in de provincie Gelderland.

## Biografie
Ton Doesburg volgde diverse opleidingen op het gebied van economie, financiën en marketing. Hij was van 1970 tot 1977 werkzaam bij de AMRO Bank Hoofdbank Amsterdam. Later werd hij onder andere beleidsmedewerker van de Raad van Bestuur van KBB Holding en directievoorzitter van NIBO n.v. te Amsterdam, een IT, advies- en opleidingsbedrijf.
In 1978 werd Doesburg lid van de Provinciale Staten in Gelderland. Na een periode als fractievoorzitter, werd hij in april 1987 gekozen als gedeputeerde, belast met onder meer financiën, economische zaken, ruimtelijke ordening en verkeer. Hij was oprichter en voorzitter van het KAN, het samenwerkingsverband dat de BON-regio Arnhem-Nijmegen inhoud gaf. Het KAN is nog altijd een voorbeeld van succesvolle regionale samenwerking, zij het dat het niet de in de jaren 90 door sommigen verhoopte stadsprovincie werd, maar uitgroeide tot waar Doesburg al in 1987 voor pleitte: een intergemeentelijk samenwerkingsverband en projectbureau op vervoersgebied. Ook nam hij als vertegenwoordiger van aandeelhouder Gelderland het initiatief voor de fusie tussen PGEM en PEB. Dit leidde tot het ontstaan van de energiemaatschappij Nuon.
Hij was een van de belangrijkste pleitbezorgers van het MTC bij Valburg, een plan voor een nieuwe Waalhaven annex overslag- en bedrijventerrein (dat in de jaren 90 werd aangeprezen als mogelijk de 'Derde Mainport' van Nederland) en dat deel uit maakte van de werkgelegenheids plannen van het KAN in de jaren 90. De Gemeenten uit de Betuwe deelde hij mee dat hij voor het uitvoeren van de Ontwikkelingsvisie KAN eventueel gebruik zou maken van zijn bevoegdheid als gedeputeerde Bestuurlijke Organisatie, voor het opleggen van een herindeling als de gemeenten zelf daarover niet tot besluitvorming kwamen. Deze herindeling was onder andere nodig voor de `Waalsprong`, de uitbreiding van de gemeente Nijmegen en de woningbouw in Arnhem-Zuid.
Deze herindeling is uitgevoerd bij Wet van 29 juni 2000 (Staatsblad 2000). Voor zover bekend stemde alleen Rheden tegen het KAN, de Overbetuwse gemeenten hebben in 1995 nog geprobeerd om een afgevaardigde uit Heteren in het KAN-bestuur te krijgen. De Ontwikkelingsvisie, met name de onderdelen werkloosheidsbestrijding en volkshuisvesting, werd een groot succes. Het MTC is nooit aangelegd; zelfs een locatie MER is nooit gemaakt. Wel gebruiken de huidige Overbetuwe gemeenten het betrokken gebied ten Zuiden van de A-15 inmiddels als een normaal bedrijfsterrein. Het plan voor het MTC werd eigenlijk al in 1998 onrendabel gemaakt, toen het Ministerie van Verkeer en Waterstaat (dat het MTC financieel zou steunen als de provincie Gelderland geen tegenwerking zou verlenen bij de aanleg van de Betuwelijn) een streep zette door de noordtak van de Betuwelijn (waarvan de aftakking iets voorbij het MTC zou komen te liggen). De bestuurders van het MTC bleven nog tot 2002, toen de Raad van State een streep door de economische onderbouwing voor het belangrijkste onderdeel, de Waalhaven, zette, volhouden dat het MTC ook zonder de noord- en zuidtak van de Betuwelijn kon worden gerealiseerd. Doesburg, die het plan in 1998 nog aanprees bij Amerikaanse investeerders, vertrok eind van dat jaar vrijwillig als voorzitter van de werkgroep MTC na een conflict tussen het KAN en de provincie (Otten et al. 2001). Hij vertrok als gedeputeerde per 4 april 1999. Nu de Tweede Maasvlakte binnenkort on stream komt, blijkt dat Doesburg het indertijd goed gezien heeft. Voor het verwerken van de toen door hem voorspelde, en nu komende containerstroom, is een ingrijpende aanpassing van de infrastructuur op dit snijpunt van Waal, Maas en IJssel noodzakelijk (bron De Gelderlander, 10-5-2012).
Bij de Eerste Kamerverkiezingen 1999 werd hij met voorkeurstemmen gekozen in de Eerste Kamer. Doesburg maakte zich als gedeputeerde altijd sterk voor zijn regio. Terugkijkend op zijn periode als gedeputeerde verklaarde hij in 2002 dat de regio meestal aan het kortste eind trok als in Den Haag gelden werden verdeeld en dat het meeste geld uiteindelijk toch in de Randstad terechtkwam. Volgens hem kwam dat doordat de Haagse bestuurders allemaal uit de Randstad kwamen, zoals Lubbers (Rotterdam), Kok (Amsterdam) en Bolkestein (Amsterdam). In de Senaat bleef hij zich inzetten voor de rest van Nederland en zette zich daarnaast, als voorzitter van de socialistische fractie van de Beneluxraad in voor een betere vertegenwoordiging van Nederland in Brussel en nauwere samenwerking met België en Luxemburg om gezamenlijk een vuist te kunnen maken voor de belangen van kleinere landen in de EU.
In de Kamer hield hij zich bezig met Economische Zaken, Europa, de Benelux, alsmede Verkeer en Waterstaat. Bij de Eerste Kamerverkiezingen 2003 werd hij niet herkozen. Op 30 september 2003 keerde hij terug in de Eerste Kamer, als opvolger van de overleden Raymond Leenders. Wegens diepgaande verschillen van inzicht over de strategie van de partij beëindigde hij zijn lidmaatschap van de PvdA in oktober 2007. Doesburg was vanaf 2000 werkzaam als directeur van Nuon Deutschland GmbH te Berlijn. Per 1 oktober 2008 werd hij benoemd tot 'Vorstandsvorsitzender' van Alliander A.G. te Berlijn. Hij hield zich intensief bezig met internationale samenwerking, onder andere bij INSEAD in Fontainebleau. Bij de oprichting van het INSEAD Social Innovation Centre werd hij door de Steering Board van de Sustainability Management Roundtable als voorzitter gekozen. Per 18 april 2010 werd hij benoemd als voorzitter Raad van Toezicht der "DrieGasthuizenGroep". Deze stichting verzorgt sedert 1246 bejaarden in de regio Arnhem. Verder is Ton Doesburg voorzitter van de Raad van Commissarissen van Twence, afvalverwerker van de regio Twente, voorzitter van de Raad van Commissarissen van Kabelnoord b.v., lid van de Raad van Advies van de Technische Universiteit Twente, voorzitter van de Raad van Toezicht ZorgSaam, een groep van ziekenhuizen en verzorgingsinstellingen, in 2018 het beste streekziekenhuis van Nederland, alsmede penningmeester van "Loesje". In maart 2018 werd hij voorzitter van het bestuur van SAG (steunstichting Arnhemse Gasthuizen) Arnhem. Per 1 juli 2025 legde hij deze -laatste- functie neer. Ton Doesburg is gepensioneerd.
- Parlement.com: vg09llkt0uz9